# Rambhai Barni
Rambhai Barni (nome regale: Somdet Phra Nang Chao Rambhai Barni Phra Borommarachini, in lingua thai: สมเด็จพระนางเจ้ารำไพพรรณี พระบรมราชินี) (Bangkok, 20 dicembre 1904 – Bangkok, 22 maggio 1984) è stata regina consorte e vedova di re Prajadhipok, il settimo re della dinastia Chakri del Siam, l'odierna Thailandia.

## Biografia

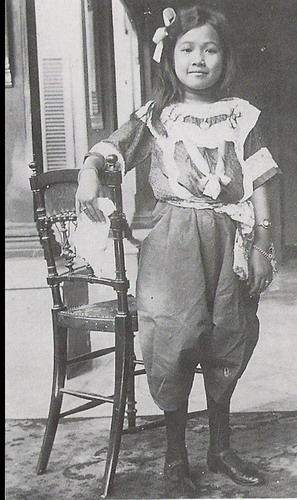
Rambai Barni da giovane

Nata come principessa Rambhai Barni Svastivatana, era figlia del principe Svasti Sobhana (figlio di re Mongkut e della principessa Piyamawadi) e della principessa Abha Barni Gaganang. Le fu dato il soprannome di Thanying Na o principessa Na (in Lingua thailandese: ท่านหญิงนา). Secondo la tradizione della famiglia reale, all'età di due anni entrò nel Palazzo reale Dusit per essere educata e fu affidata alla regina Saovabha, che era sua zia e consorte principale del re Chulalongkorn. Da allora in poi visse al Palazzo Dusit.

## Titoli
- 20 dicembre 1904 - 26 Agosto 1917: Sua altezza serenissima la principessa Rambhai Barni Svastivatana
- 26 Agosto 1917 - 26 Novembre 1925: Sua altezza serenissima principessa Rambhai Barni, principessa di Sukhodaya
- 26 novembre 1925 - 2 Marzo 1935: Sua maestà la regina del Siam
- 2 Marzo 1935 - 30 Maggio 1941: Sua maestà la regina Rambhai Barni
- 30 Maggio 1941 - 22 Maggio 1984, Sua maestà regina Rambhai Barni, la regina vedova, Sua maestà regina Rambhai Barni di re Prajadhipok

## Onorificenze

### Onorificenze siamesi
- Ordine della Casata Reale di Chakri
- The Ancient and Auspicious of Ordine delle Nove Gemme
- Dama di Gran Croce di prima classe dell'Ordine di Chula Chom Klao
- Medaglia di prima classe dei Boy Scout
- Cifra Reale di prima classe del re Rama VI
- Cifra Reale di prima classe del re Rama VII
- Cifra Reale di prima classe del re Rama IX

### Onorificenze straniere
- Gran Cordone di prima classe dell'Ordine della Corona preziosa
- Dama di Gran Croce dell'Ordine di Beneficenza